# Chocobo Racing
Chocobo Racing: Genkai e no Rōdo (яп. チョコボレーシング 〜幻界へのロード〜, «Гонки чокобо: Дорога в мир духов») — гоночная компьютерная игра для приставки PlayStation, разработанная и выпущенная в 1999 году компанией Square. Изначально вышла на территории Японии, но позже в том же году были изданы северо-американская и европейская версии.
Созданием занимались люди, известные по играм серии Final Fantasy, и в какой-то мере Chocobo Racing можно считать спин-оффом этой линейки, поскольку в окружении присутствует большое количество различных элементов оттуда, а главным героем повествования выступает жёлтая ездовая птица чокобо — визитная карточка всех «Последних фантазий». Здесь присутствуют и другие узнаваемые персонажи серии, например, чёрный маг, мугл, изобретатель Сид, при этом практически все мелодии в саундтреке представляют собой несколько переработанные версии из разных игр Final Fantasy.
Помимо обычного издания игра выходила в составе компиляции Chocobo Collection, куда также вошли Chocobo Stallion и Dice de Chocobo. 20 декабря 2001 года Chocobo Racing перевыпустили отдельно в рамках серии переизданий PSone Books, а в 2009 году добавили для скачивания в сервис PlayStation Network. Игра удостоилась смешанных отзывов, критики в основном отмечали недостаточное качество проработки в некоторых аспектах геймплея и копирование идей Mario Kart. Впоследствии разработчиками был анонсирован сиквел под названием Chocobo Racing 3D, который разрабатывается сейчас для карманного устройства Nintendo 3DS.

## Игровой процесс
Chocobo Racing относится к категории картинговых гонок и по механике напоминает такие известные игры как Mario Kart и Crash Team Racing. Большинство персонажей соревнуются на маленьких машинках наподобие картов, либо используют какие-то похожие приспособления для передвижения, например, реактивные ролики, скутер, ковёр-самолёт, тогда как некоторые просто бегут ногами.
Игроку для выбора доступны пять разных режимов: сюжетный режим, соревнование друг против друга, гран-при, гоночная эстафета и заезд на время. В сюжетном режиме игрок участвует в серии последовательных заездов, наблюдая при этом историю, рассказываемую Сидом и отображаемую на экране в виде стилизованной книги-раскладушки, а также кат-сцен с использованием полностью подвижного видео. После прохождения данного режима игрок получает возможность настроить любого персонажа в соответствии со своими предпочтениями, кроме того, становятся доступными секретные персонажи. Соревнования друг против друга предназначены для двух игроков, при этом экран разделяется горизонтальной линией. Выбрав гран-при, игрок противостоит управляемым искусственным интеллектом противникам в ходе четырёх заездов на четырёх выбранных трассах, и победитель определяется на основе финального результата. В случае эстафеты игрок проходит одну трассу тремя разными персонажами, сменяющимися после пересечения финишной черты, и время всей троицы суммируется. В заездах на время игрок выбирает какую-либо трассу и пытается установить рекорд её прохождения. Всего в игре представлены десять разных трасс: тестовая трасса Сида, лес муглов, древние врата, мифриловые шахты, чёрный особняк, парящие сады, земля имбирного пряника, вулканическая долина, Фантазия и бонусная трасса, выполненная в антураже Final Fantasy VIII.
Во время гонки нажатием определённых клавиш игрок может газовать, тормозить, двигаться задним ходом, использовать волшебные камни и специальные способности. Для более плавного прохождения поворотов присутствует особый манёвр — занос, который достигается одновременным удержанием кнопок газа и тормоза. Этот приём помогает без проблем преодолевать резкие повороты, однако в случае слишком долгого заноса персонаж теряет управление и начинает бесконтрольно кружиться. Перед началом каждого заезда игрок получает дополнительный бонус к скорости, если начнёт газовать точно после окончания отсчёта времени.

Персонаж активирует специальную способность «Барьер», которая на время защищает его волшебным силовым полем

Волшебные камни разбросаны по трассе, и персонаж, проезжая мимо, может их подбирать, кроме того, они могут быть украдены у противников путём соприкосновения с их машинами. Эффект от применения зависит от типа камня, например, камень ускорения на небольшой отрезок времени увеличивает скорость движения персонажа, тогда как камень отражения кратковременно отражает вражеские атаки. Всего существуют восемь разновидностей волшебных камней, и каждый из них помечен соответствующим символом. Иногда попадаются призы со знаком вопроса, они добавляют в арсенал случайный камень. Другим важным аспектом геймплея Chocobo Racing являются устанавливаемые для каждого персонажа специальные способности, которые можно активировать после полного заполнения шкалы, расположенной в верхнем левом углу экрана. Применение способности приводит к сбросу шкалы, и для следующего использования игрок должен ждать, пока она восстановится.
Каждый персонаж обладает пятью персональными характеристиками: максимальная скорость, ускорение, управляемость, сила заноса, скорость заполнения шкалы специальных способностей. Во время прохождения сюжетной части игрок зарабатывает очки, которые потом могут быть применены для настройки любого персонажа. Изменению подлежат только основные персонажи и финальный босс, при этом устанавливается цвет гонщиков и их параметры, на каждый показатель уходит максимум по двенадцать очков. Такого созданного персонажа впоследствии можно использовать в любом режиме кроме сюжетного.

## Сюжет
Chocobo Racing наполнена множеством отсылок к играм серии Final Fantasy, в основном с первой части по шестую. Сюжетная история рассказывается традиционным для серии Сидом, при этом кат-сцены стилизованы под книгу-раскладушку, а иногда происходящее отображается в виде FMV-видеороликов. Сам по себе сюжетный режим состоит из нескольких глав, в ходе которых главный герой чокобо встречает разных персонажей и должен победить их на трассе. Во время повторного прохождения игроку позволяется участвовать в тех же самых заездах без просмотра сюжетных сцен. Всего в игре восемь основных персонажей: чокобо, Мог, голем, чёрный маг, белый маг, толстый чокобо и бегемот. После прохождения сюжетной части также открываются некоторые секретные: кактуар, багамут, Клауд и Скволл.
События игры начинаются в лаборатории изобретателя Сида, который смастерил пару реактивных роликов и просит чокобо испытать их на своей тестовой трассе. Вскоре появляется мугл по имени Мог с просьбой к Сиду изобрести что-нибудь и для него. Получив скутер, он соревнуется с чокобо и проигрывает. Мог возмущён несовершенством полученного транспортного средства, но Сид объясняет такой результат не разницей в техническом оснащении, а уникальной способностью чокобо мгновенно ускоряться. Секрет этой способности, по его словам, кроется в голубом кристалле в кольце на лапе чокобо, именно он наделяет своего хозяина такой силой. Мог тоже хочет раздобыть такой кристалл, и вместе они отправляются в путешествие, чтобы раскрыть тайну этого волшебного предмета.
По пути путешествующие встречают многих персонажей и соревнуются с ними в скорости, в результате чего их отряд постепенно пополняется новыми героями. Добравшись до Мисидии, деревни магов, от молодой колдуньи они узнают, что голубой кристалл на самом деля является всего лишь осколком Магицита, большого кристалла с великой магической силой. Проиграв персонажам в гонке, колдунья рассказывает легенду, из которой следует, что за обладание Магицитом между людьми постоянно велась борьба, поэтому старейшина деревни давным-давно разбил кристалл на восемь осколков и развеял их по всему мир. Когда-нибудь люди научатся жить в мире друг с другом, и тогда можно будет вновь воссоединить великий Магицит.
Выслушав легенду, герои отправляются на поиски осколков, путешествуют в далёкие земли и соревнуются со многими персонажами. Собрав наконец все восемь осколков, они восстанавливают Магицит, и открываются врата в Фантазию, потусторонний мир волшебных существ. Там происходит финальная гонка против последнего противника Багамута, который, убедившись в силе отряда, сообщает, что теперь все существа могут сосуществовать в мире и решает оставить портал между реальным миром и Фантазией всегда открытым, чтобы каждый мог свободно перемещаться между измерениями: «Начиная с этого дня Фантазия должна быть в гармонии с вашим миром».

## Разработка и релиз
Впервые игра была продемонстрирована широкой общественности осенью 1998 года на выставке Tokyo Game Show. Трейлер Chocobo Racing позже добавили на бонусный диск, продававшийся в комплекте с игрой Chocobo’s Dungeon 2. Изначально планировалось, что издание состоится в сентябре-октябре, но в итоге релиз пришлось перенести на август уже 1999 года. Разработкой руководил опытный геймдизайнер Такаси Токита, наиболее известный как создатель Final Fantasy IV и всех связанных с ней продуктов. Иллюстрации персонажей выполнил художник Тосиюки Итахана, исполнительным продюсером выступил знаменитый Хиронобу Сакагути. Подготовкой музыкального сопровождения занимался композитор Кэндзи Ито, при этом практически все звуковые дорожки представляют собой переработанные мелодии Нобуо Уэмацу, главного композитора серии. Исключением является лишь песня «Treasure Chest in the Heart», записанная специально для игры оркестром под управлением Сиро Хамагути и певицей Хироми Ота. Саундтрек в виде отдельного диска выходил исключительно на территории Японии, распространялся при поддержке дочернего издательства DigiCube тиражом в 30 тысяч копий.
Одновременно с выпуском северо-американской версии, которая осуществлялась при участии дочернего подразделения Square Electronic Arts, был организован специальный конкурс Chocobo Racing Grand Prix. В течение двух месяцев множество игроков пытались пройти сюжетный режим с максимальным количеством набранных очков и посылали свои результаты в компанию (для этого требовалось сфотографировать экран с очками и сделать соответствующее сохранение на карту памяти). Зачёт конкурса был разделён на пять возрастных групп, каждую неделю отбирались трое лучших претендентов из каждой группы и награждались копилкой для денег в виде чокобо. В конце конкурса организаторы определили по одному победителю в каждой группе, и каждый из них получил игру авторства Square для PlayStation 2000 года выпуска, а также стилизованные под чокобо часы. Участники, занявшие второе место, получили игру Chocobo's Dungeon 2 и часы, тогда как бронзовые призёры — просто часы.

## Отзывы и критика
| Сводный рейтинг    | Сводный рейтинг |
| Агрегатор          | Оценка          |
| ------------------ | --------------- |
| GameRankings       | 62,13 %         |
| Иноязычные издания |                 |
| Издание            | Оценка          |
| AllGame            | [ 17 ]          |
| EGM                | 6,0 из 10       |
| Famitsu            | 30 из 40        |
| Game Informer      | 6,25 из 10      |
| GameSpot           | 4,4 из 10       |
| IGN                | 5,6 из 10       |

Продажи японской версии Chocobo Racing составили около 300 тысяч копий, а японский авторитетный игровой журнал Famitsu дал ей 30 баллов из 40 возможных. Обозреватель портала IGN заявил в своём обзоре, что Square попросту пытается «нагреть руки» на таком успешном гоночном явлении как Mario Kart от Nintendo, поскольку многие элементы геймплея заимствованы в совершенно неизменном виде. Прочие рецензии согласились с этим утверждением, называя данный продукт лишь бледной копией яркого оригинала, с ужасным дизайном трасс и неудобным управлением.
Тем не менее, не все издания восприняли появление Chocobo Racing категорически отрицательно, например, на сайте 1UP.com в ретроспективном обзоре игру назвали «довольно неплохой». Среди прочих недостатков отмечались недостаточные сложность и протяжённость — весь сюжетный режим легко можно пройти за два часа. Другие обозреватели подвергли критике недостаточно проработанную боевую систему и ограничения в настройке персонажей. Музыкальное сопровождение удостоилось только положительных отзывов, в частности, в одной из статей финальная композиция была охарактеризована как «поразительно красивая песня». Общий рейтинг агрегатора рецензий Game Rankings составляет на данный момент 62 %.

## Продолжение
На пресс-конференции Nintendo, состоявшейся в рамках выставки Electronic Entertainment Expo 2010 года, была анонсирована игра с рабочим названием Chocobo Racing 3D, которая разрабатывается ныне для портативного устройства Nintendo 3DS.